# Börtönlázadás (film)
A Börtönlázadás (eredeti címén: Riot) 2015-ben bemutatott amerikai akciófilm, melynek rendezője, forgatókönyvírója és producere John Lyde. A főbb szerepekben Matthew Reese, Dolph Lundgren, Danielle Chuchran, Chuck Liddell, Michael Flynn és Renny Grames látható.

## Szereplők
| Szerep              | Színész           | Magyar hang      |
| ------------------- | ----------------- | ---------------- |
| Jack Stone          | Matthew Reese     | Rékasi Károly    |
| William             | Dolph Lundgren    | Jakab Csaba      |
| Alena               | Danielle Chuchran | Németh Kriszta   |
| Balam               | Chuck Liddell     | Pál András       |
| Johnson államügyész | Michael Flynn     | Cs. Németh Lajos |
| Trisha Sinclair     | Renny Grames      | Haffner Anikó    |
| Allison             | Eve Mauro         | Laurinyecz Réka  |
| Kat                 | Melanie Stone     | Gáspár Kata      |